# Gaetano Besia
Gaetano Besia (Milano, 12 marzo 1791 – Milano, 8 ottobre 1871) è stato un architetto italiano.

## Biografia
Studio pressò l'Accademia di belle arti di Brera assieme all'abate Giuseppe Zanoia ed a Gian Giacomo Albertolli.
Dal 1830 fu per quarant'anni membro della commissione d'ornato dell'Accademia di Brera, della quale diresse anche, dal 1851 al 1859, la scuola d'architettura.
Il suo stile riprende alcune caratteristiche del neoclassicismo.
Fra le sue opere si ricordano il Teatro Sociale di Canzo ed il Palazzo Archinto in via Passione, quest'ultimo per conto del marchese di Parona.